# Ландман, Анке-Жани
Анке-Жани Ландман (нидерл. Anke Jannie Landman; род. 8 октября 1974) — голландская шорт-трекистка, призёр чемпионата мира по шорт-треку 1992 года, 6-кратная призёр чемпионата Европы по шорт-треку. Участница зимних Олимпийских игр 1994 и 1998 года.

## Спортивная карьера
Анке-Жани Ландман родилась в городе Ассен, провинция Дренте. С детства занималась на базе клуба «Delftse Kunstijsbaan Vereniging (DKIJV)». В 1992 году окончила Колледж Зернике в Гронингене.
Свою первую медаль Ландман выиграла во время чемпионата мира по шорт-треку 1992 года в американском городе — Денвер. В эстафете на 3000 м голландские конькобежки с результатом 4:42.02 завоевали серебряные медали. Первенство досталось соперницам из Канады (4:35.74 — 1-е место), а третье место — Франция (4:43.16 — 3-е место).
Ландман установила несколько раз рекорды Голландии по конькобежному спорту, была двукратным чемпионом страны. Последнюю в своей карьере медаль Ландман выиграла на чемпионате Европы по шорт-треку 2001 года в нидерландском городе — Гаага. В эстафете на 3000 м голландские конькобежки с результатом 4:29.428 вновь завоевали серебряные медали, пропустив вперед соперниц из Болгарии (4:28.970 — 1-е место), обогнав при этом конкуренток из России (4:30.666 — 3-е место).
На зимних Олимпийских играх 1998 года в Нагано Ландман представляла голландской команду в эстафете на 500, 1000 и 3000 м. Во время квалификационного забега на 500 м I-го раунда 5 группы с результатом 47.090 она финишировал четвёртой и прекратила дальнейшею борьбу за медали. В общем зачёте он занял 24-ю позицию. Во время 1/4 финального забега на 1000 м в первом забеге первой группы с результатом 1:32.939 она финишировала третей и дальнейшею борьбу за медали. В общем зачёте он занял 9-ю позицию. В эстафете на 3000 м голландские шорт-трекистки с результатом 4:26.592 заняли шестое место в финале B.

## Личная жизнь
Она обучалась с 1993 по 1999 года в техническом университете в Делфте, где изучала прикладную физику и получила степень кандидата наук и магистра, а затем занималась докторской диссертацией в отделе гражданского строительства и наук о Земле и получила докторскую степень по совершенно другой теме: исследованию поведения грунтовых вод вблизи солевых пластов. С 2005 по 2011 года работала  инженером в компании Shell International E&P.«Shell». С 2013 года стала работать тренером по подготовке конькобежцев в спортивном клубе «STG Groningen» в Гронингене.  С июля 2018 по июль 2019 года училась в Оклендском университете, где получила диплом о высшем образовании в области молекулярной биологии с 3 наградами за первый курс. 4 октября 2019 года вышла замуж за бывшего венгерского хоккеиста, ныне тренера Чабу Керчо. Она продолжает кататься на коньках, но только для развлечения и для тренировок. Разговаривает на четырёх языках: немецком, английском, французском и родном нидерландском.